# Rita Cadillac: A Lady do Povo
Rita Cadillac: A Lady do Povo é um filme brasileiro de 2010, do gênero documentário, dirigido pelo cineasta Toni Venturi e com roteiro baseado na vida da famosa ex-chacrete e personalidade televisiva Rita de Cássia Coutinho, a Rita Cadillac.
O filme estreou em 16 de Abril de 2010 em diversos cinemas nacionais, estando em cartaz por um curto período.

## Elenco
O longa conta com depoimentos de:
1. Rita Cadillac
2. Rogéria
3. Drauzio Varela
4. Hector Babenco